# Лебедь Іван Іванович
Іван Іванович Лебедь (Лебідь) (? — ?) — український радянський партійний діяч, заступник секретаря ЦК КП(б)У, завідувач відділів ЦК КП(б)У, секретар Харківського обласного комітету КП(б)У.

## Життєпис
Член ВКП(б) з 1931 року.
Освіта вища. Перебував на відповідальній партійній роботі.
З 25 травня 1941 по 1942 рік — секретар Харківського обласного комітету КП(б)У з будівництва і промисловості будматеріалів.
У квітні 1944 — березні 1945 року — секретар Харківського обласного комітету КП(б)У з кадрів.
У березні 1945 — листопаді 1948 року — заступник секретаря ЦК КП(б)У з будівництва і будівельних матеріалів — завідувач відділу будівництва і будівельних матеріалів ЦК КП(б)У.
У грудні 1948 — грудні 1950 року — завідувач відділу міського господарства ЦК КП(б)У.
На 1951 рік — заступник міністра промисловості будівельних матеріалів СРСР.

## Нагороди
- орден Трудового Червоного Прапора (28.08.1944)
- ордени
- медалі